# Silvestria
Silvestria es un género de foraminífero bentónico considerado homónimo posterior de Silvestria Verhoeff, 1895, y sustituido por Parrina de la subfamilia Tubinellinae, de la familia Hauerinidae, de la superfamilia Milioloidea, del suborden Miliolina y del orden Miliolida. Su especie tipo era Nubecularia bradyi. Su rango cronoestratigráfico abarcaba el Holoceno.

## Clasificación
Silvestria incluía a la siguiente especie:
- Silvestria bradyi